# 英模奖章
- 關於中国人民解放军自建军以来实施的军事荣誉制度，請見「荣誉称号 (中国人民解放军)」。
- 關於1979年－2011年期间中华人民共和国武装力量在授予荣誉称号时同时颁发的奖章，請見「英雄模范奖章」。
- 關於2011年－2018年期间中央军委、解放军大单位在授予荣誉称号时同时颁发的勋章，請見「英雄模范勋章」。

英模奖章，是中华人民共和国授予军人的一种奖章，是现行中国军事荣誉制度中的第二级。授予的对象是中国人民解放军、中国人民武装警察部队的现役军人，以及参战、支前的预备役人员。其前身为1979年设立的英雄模范奖章、2010年修改设立的英雄模范勋章。
英模奖章是随荣誉称号的授予一起颁发的，荣誉称号由中央军事委员会决定，中央军事委员会主席授予。
2022年2月，《军队功勋荣誉表彰条例》公布，英模奖章被荣誉称号奖章所替代。

## 授予
根据《中国人民解放军纪律条令（试行）》的规定，在作战、训练或者其他工作中，功绩卓著，有特殊贡献，在全军、全国有重大影响和推动作用，堪称楷模的，可以授予荣誉称号。
荣誉称号由中央军委决定，中央军委主席向个人颁授英模奖章和证书、向单位颁授奖旗。一般在每年建军节前夕举行颁授仪式，也可以视情及时授予。荣誉称号的名称，根据授予对象的事迹特点确定。

## 名单
| 序号 | 姓名   | 所在大单位 | 获奖时职务、职称、军衔        | 获奖时间  | 授予人 | 所获荣誉称号     | 备注 |
| ---- | ------ | ---------- | ----------------------------- | --------- | ------ | ---------------- | ---- |
| 1    | 杜富国 | 陆军       | 陆军某扫雷排爆大队战士 上士   | 2019年7月 | 习近平 | 排雷英雄战士     |      |
| 2    | 祁发宝 | 陆军       | 陆军某边防团团长 上校         | 2020年7月 | 习近平 | 卫国戍边英雄团长 |      |
| 3    | 陈红军 | 陆军       | 陆军某边防团机步营原营长 少校 | 2020年7月 | 习近平 | 卫国戍边英雄     | 追授 |